# Gymnasium Carolinum Bernburg

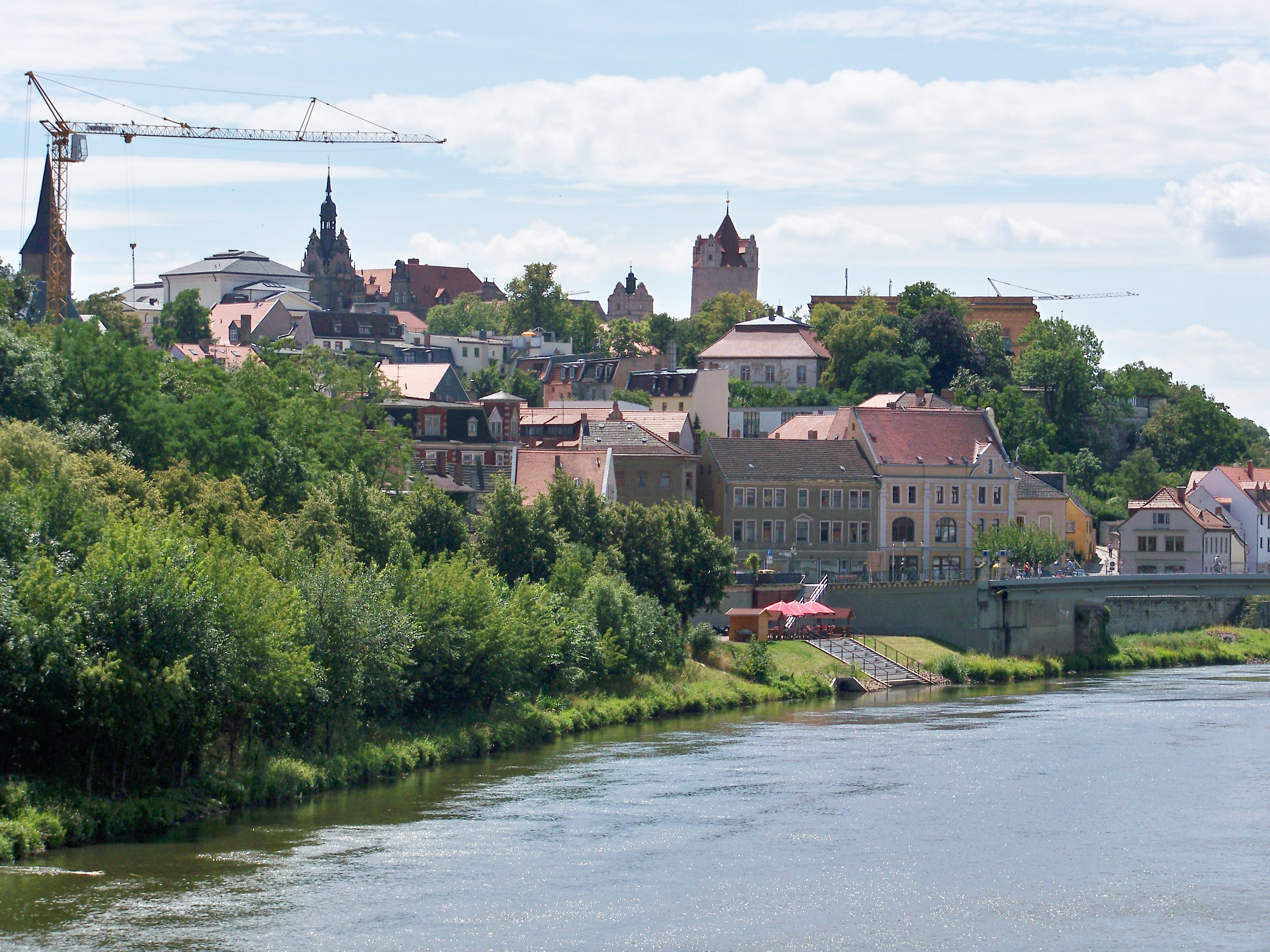
Bergstadt von Bernburg mit Gymnasium Carolinum: eckiges, gelbes Gebäude rechts neben dem Eulenspiegelturm (erster Turm von rechts)

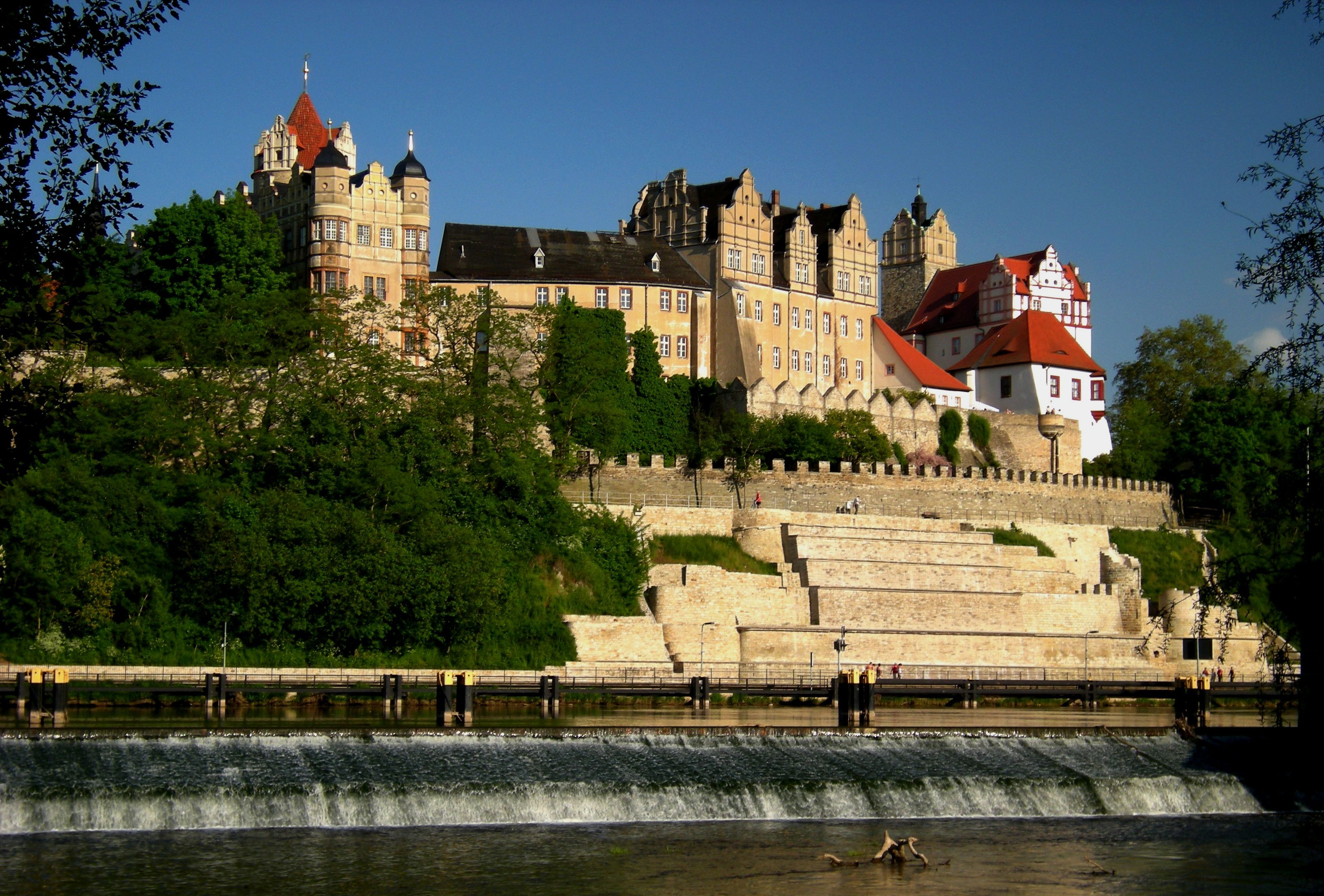
Schloss Bernburg – Blick von der Saale

Das Gymnasium Carolinum Bernburg ist ein allgemein Bildendes Gymnasium in Bernburg (Saale) in Sachsen-Anhalt. Am Gymnasium Carolinum Bernburg werden Fächer aus den Bereichen Naturwissenschaften, Gesellschaftswissenschaften und Sprachen angeboten. Auch Künstlerische, Musische, sowie sportliche Fächer werden unterrichtet.

## Lage
Das Schulgebäude und der Verwaltungssitz des Gymnasiums ist das denkmalgeschützte Carolinum in der Schlossgartenstraße 14 in der Bernburger Bergstadt. Es befindet sich auf einem Plateau oberhalb des rechten Ufers der Saale. Unmittelbar daneben liegen das Schloss Bernburg mit Burgterrasse, Bärenzwinger und Eulenspiegelturm sowie das Carl-Maria-von-Weber-Theater und das Rathaus Bernburg mit der Bernburger Blumenuhr.
Zu Beginn des Schuljahres 2003/2004 wurden das bisherige Gymnasium Carolinum sowie das Friederiken-Gymnasium und das Hermann-Hellriegel-Gymnasium zu dem neuen Gymnasium Carolinum Bernburg verschmolzen.

## Historische Wurzeln zum Gymnasium Carolinum
Das Gymnasium Carolinum Bernburg besitzt drei historische Wurzeln in Form Höherer Bildungsanstalten: das humanistisch orientierte Gymnasium (weiße Schülermützen), das Realgymnasium (rote Schülermützen) und die Friederikenschule als Lyzeum (blaue Schülermützen). Ein wesentliches Ausbildungsziel dieser drei Anstalten war es, den Zugang zu den Universitäten zu ermöglichen. Ihre Entstehungsgeschichte verläuft daher zeitlich parallel zur Entwicklung der benachbarten Universitäten in Wittenberg (gegründet 1502), in Halle/Saale (gegründet 1694) und in Leipzig (gegründet 1409 als zweitälteste deutsche Universität nach Heidelberg).

### Das Herzogliche Karlsgymnasium
Eine Wurzel des heutigen Gymnasium Carolinums reicht bis ins Mittelalter zurück. Die mittelalterlichen Schulen waren Einrichtungen der Kirche (Klosterschulen, Dom- oder Stiftsschulen). Bereits seit dem 12. Jahrhundert wurde bei bedeutenden Kirchen eine Schule errichtet: Pfarr- oder Parochial-Schule. Das Bernburger humanistische Gymnasium ist aus einer solchen Parochial-Schule erwachsen, die schon Jahrhunderte vor der Reformation an der Marienkirche in der Altstadt bestand. Mit der Reformation in dieser Kirche von 1526 ging die Schule auf die Stadt über, diese „Stadtschule“ befand sich auf dem Altstädter Kirchhof.
Der Ausbau zum Gymnasium erfolgte, indem der Direktor (in anderen Quellen lautet die Bezeichnung „Rektor“) David Gottfried Herzog das Abiturienten-Examen einführte. 1801 wurde in Bernburg zum ersten Male die Maturitätsprüfung abgehalten. Der Lehrplan entsprach dem der preußischen Gymnasien. Eine Besonderheit war seit 1827 der Englischunterricht, den man an anderen Anstalten jener Zeit nicht findet. Das Jahr 1835 brachte der Anstalt die Bezeichnung „Gymnasium“.
Gemäß „Höchster Resolution“ vom 11. August 1842 erhielt die Anstalt zu Ehren des Herzogs Alexander Carl von Anhalt-Bernburg den Namen „Carlsgymnasium“. Das durch Verfügung vom 28. November 1842 für die Schule bestimmte Siegel zeigt die Unterschrift „Herzogliches Carlsgymnasium“.
Das Revolutionsjahr 1848 belebte den Widerstand gegen überlebte Institutionen. Das vorrangige Ziel war hier die Befreiung des Gymnasiums aus der Kirchengewalt. Im Landtag artikulierte dessen Mitglied Adolf Zeising diese Forderungen, der gleichzeitig Professor und Subkonrektor des Gymnasiums war. Der neue staatliche Schulstatus wurde im Landesverfassungsgesetz vom 14. Dezember 1848 fixiert. Schließlich errang jedoch die Regierung einen Sieg über die Volksvertretung, sodass durch Höchste Verordnung vom 16. Dezember 1850 die Schule wieder dem kirchlichen Konsistorium unterstellt wurde. Zeising wurde vom Unterricht ausgeschlossen und in den Wartestand versetzt, er lebte fortan als Schriftsteller in München. Erst nach der Reichsgründung setzte ab 1875 eine staatliche Oberschulbehörde die ursprünglichen Forderungen von 1848 um. 1863 war mit dem Tod des Herzogs Alexander Carl das Carlsgymnasium (Direktor Karl Franke) in Dessauische Verwaltung übergegangen.

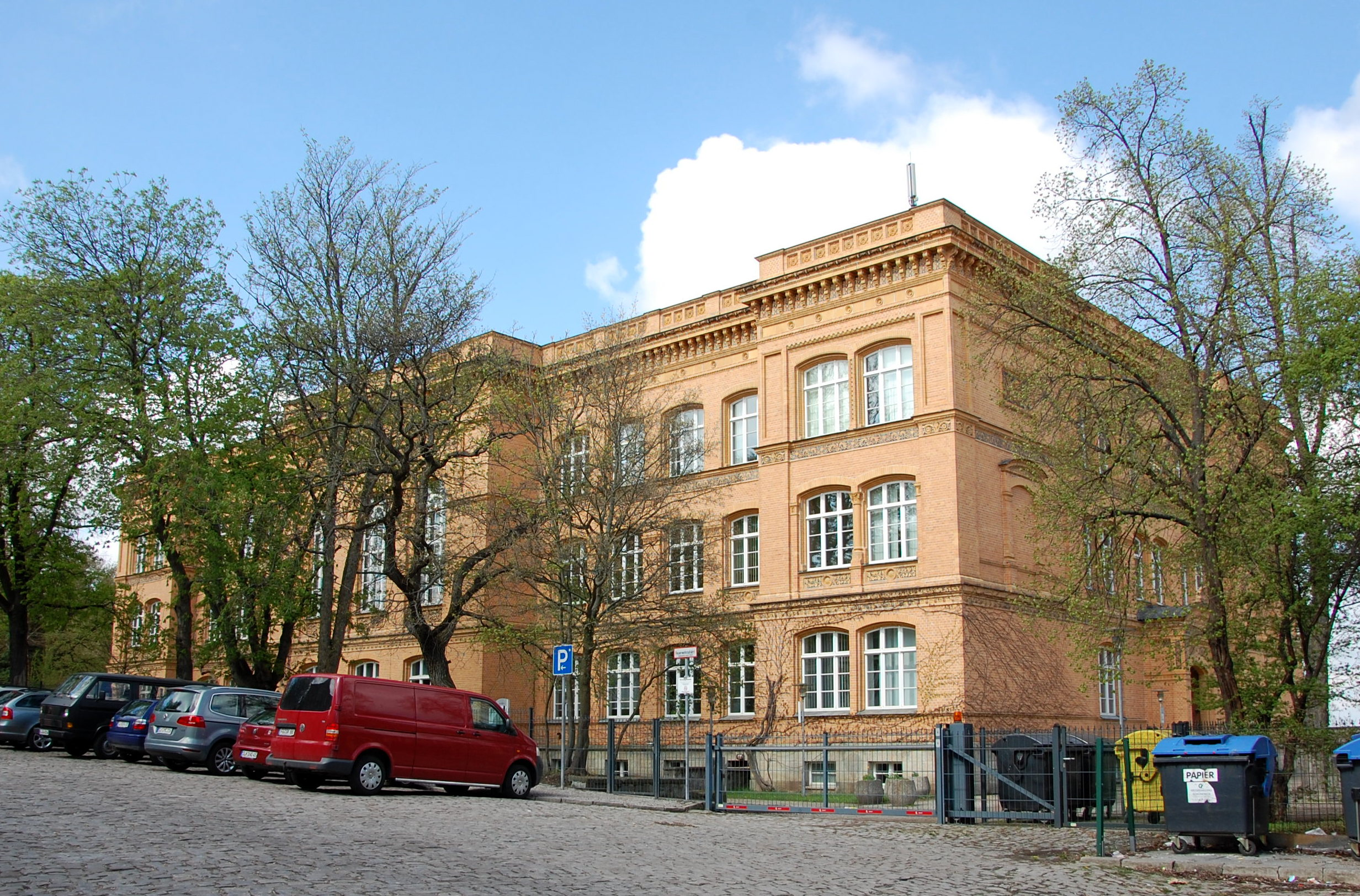
Gymnasium Carolinum Bernburg, zugleich Verwaltungssitz, Gebäude Schlossgartenstraße 14 (gelegen im ehemaligen Schlossgarten)

Unter dem Direktor Brandt erfolgte am 1. Juni 1882 die Einweihung des neu errichteten, gemeinsamen Schulgebäudes in der Schlossgartenstraße für das Karlsgymnasium und das Karls-Realgymnasium, die also weiterhin unter einem Dach wirkten. Nach dem frühen Tod von Brandt 1888 trat Hachtmann, ein Mitschüler von Friedrich Nietzsche am Naumburger Domgymnasium, das Erbe an; er übte das Amt bis 1907 aus. In die Amtszeit von Köhler fielen die Jahre des Ersten Weltkrieges, die das Unterrichtsgeschehen stark beeinträchtigten.
Ab 1919 führte Direktor Trenkel das Karlsgymnasium aus den Schwierigkeiten der Nachkriegszeit heraus. Nach den Plänen der Unterrichtsverwaltung begann 1922 schrittweise die Umwandlung in ein „Reformgymnasium“. In der Sexta trat Französisch an die Stelle des Lateinischen. Ab 1923 wurde als erste Fremdsprache Englisch eingeführt. Vom Schuljahr 1926/27 an besuchten zum ersten Mal auch Mädchen das Karlsgymnasium. Am Ende dieses Schuljahres wechselte das Direktorat auf den Studiendirektor Fritze, dem der volle Ausbau des Reformgymnasiums bis 1931 oblag. In der Stundenverteilung waren Lateinisch und Griechisch beträchtlich zurückgegangen, während die Neusprachen, Erdkunde, Mathematik, Physik, Zeichnen sowie Deutsch und Musik zugenommen hatten. So sollte das Reformgymnasium wettbewerbsfähig werden.
Das Dritte Reich begann für das Karlsgymnasium damit, dass Direktor Fritze am 31. März 1933 beurlaubt und später in den Ruhestand versetzt wurde. Die Leitung bekam sein Stellvertreter Studiendirektor Drosihn kommissarisch übertragen. Die Reform wurde rückgängig gemacht, das humanistische Gymnasium restauriert: Die erste Fremdsprache war wieder Lateinisch, 1935/36 kam Griechisch dazu. Das neue Erziehungsziel bestand darin, das Bewusstsein zu stärken, dass jeder Jugendliche ein Glied des Volksganzen sei. Die Schülerauswahl erfolgte nicht allein nach den Vorkenntnissen, sondern auch nach der Gesinnung, der Gesamtpersönlichkeit und ihrem Erbgut. Das Fach Biologie erhielt eine rassistische Tendenz. Ab Frühjahr 1934 besuchte kein Schüler jüdischen Glaubens mehr diese Anstalt. Das außerschulische Leben wurde maßgeblich durch die Zugehörigkeit zu den nationalsozialistischen Jugendverbänden bestimmt: die Primaner waren vorwiegend in der SA (Sturm-Abteilung), die Schüler der Mittelstufe in der Hitlerjugend, diejenigen der unteren Klassen im Deutschen Jungvolk.
Die Feierlichkeiten zum 100-jährigen Bestehen des Karlsgymnasiums fanden am 7. und 8. September 1935 statt. Zum Programm gehörten eine Ausstellung von künstlerischen Schülerarbeiten, ein Schauturnen, eine Gefallenenehrung, Auftritte des Schulchores und des Schulorchesters sowie ein Festakt im Stadttheater und ein Ball im Kurhaus.
1936 verfügte das Reichskultusministerium, die Schulzeit an allen höheren Lehranstalten Deutschlands von neun auf acht Jahre zu reduzieren. In der Weimarer Republik war bereits die 4-jährige allgemeine Grundschule eingeführt worden. Der Abiturabschluss erfolgte jetzt nach 12-jähriger Schulausbildung.
1937 wurden im gesamten Deutschen Reich die bestehenden Gymnasien in „Oberschulen für Jungen“ umgewandelt. Das Karls-Realgymnasium führte seitdem den Namen „Karlsschule, Oberschule für Jungen“. Das humanistische Karlsgymnasium dagegen fand bei Schülern und Eltern nur noch geringes Interesse, so dass die Anhaltische Schulbehörde entschied, ab Ostern 1937 das Bernburger Karlsgymnasium abzubauen. Damit fand das seit 1835 bestehende humanistische Gymnasium zu Bernburg 2 Jahre nach seinem 100-jährigen Bestehen sein Ende. Zum 30. September 1937 ging sein kommissarischer Direktor Drosihn in den Ruhestand. Am 6. Dezember 1937 übernahm der bisherige Leiter der Friedrikenschule Oberstudiendirektor Friedrich Gottlieb Schmidt, Mitglied der NSDAP und der SA sowie geschult in der Nationalpolitischen Bildungsanstalt (NapoBi) Ballenstedt, die gemeinsame Leitung der Karlsschule und der noch verbliebenen, auslaufenden Klassen des Karlsgymnasiums.
Der Zweite Weltkrieg brachte den Bernburger Oberschulen tiefe Einschnitte. Lehrer wurden zum Wehrdienst einberufen. Ebert musste in beiden Schulen die Vertretung des einberufenen Direktors Schmidt übernehmen. Den Unterrichtsbetrieb unterbrachen zahllose Einsätze: Die Schüler leisteten Ernteeinsätze, Kriegshilfsdienste, Sammelaktionen u. ä. Als 1943 von den 7 Schülern der 8. Klasse sechs zum Arbeitsdienst und anschließend zur Wehrmacht eingezogen wurden, verblieb als einziger Schüler Wolfgang Sarg. Er legte am 10. Januar 1944 als letzter Absolvent die Reifeprüfung ab. Mit dem Abiturienten Sarg wurde das humanistische Karlsgymnasium zu Bernburg, das 108 Jahre bestanden hatte, buchstäblich zu Grabe getragen. Weiterbestand hatte nur noch das frühere Karls-Realgymnasium unter dem Namen „Karlsschule, Oberschule für Jungen“. Im Zweiten Weltkrieg fielen insgesamt 78 ehemalige Schüler des Karlsgymnasiums.

### Das Herzogliche Karls-Realgymnasium
Mit dem 1. Oktober 1853 beginnt die Geschichte des Realgymnasiums. Die Bürgerschule wurde um eine Klasse für 14- bis 16-Jährige aufgestockt, die keine Akademie besuchen, aber sich auf ein technisches oder kaufmännisches Fach oder den Lehrerberuf vorbereiten wollten. Hieraus hat sich die spätere „Höhere Bürgerschule“ (Direktor Friedrich Wilhelm Fischer) und aus dieser das „Realgymnasium“ entwickelt.
1882 zog die Höhere Bürgerschule, die bis dahin in dem Gebäude am Altstädter Kirchhof gemeinsam mit dem Gymnasium untergebracht war, in das wiederum gemeinsam mit dem Gymnasium genutzte Haus in der Junkergasse um. Zugleich erhielt die Schule durch Verfügung vom 19. April 1882 den Namen „Herzogliches Realgymnasium“. Mit der Verfügung vom 3. Mai 1886 führte die Anstalt den Namen „Herzogliches Karls-Realgymnasium“. Ein Wechsel vom humanistisch orientierten Gymnasium zum Realgymnasium war durchaus möglich, wie das Beispiel des bekannten Chemieprofessors Alfred Rieche zeigt.
Das Realgymnasium entwickelte sich kontinuierlich weiter bis zu dem 1922 angeordneten Übergang in ein „Reform-Realgymnasium“: Erste Fremdsprache wurde Englisch, zweite Fremdsprache Latein. Diese Entwicklung zum Reform-Realgymnasium mit weiteren Veränderungen im Lehrplan wurde 1931 abgeschlossen, 1932 wurde aber Französisch an die Stelle der ersten Fremdsprache gesetzt.
Am 19. März 1932 fand die Feier zum 50-jährigen Jubiläum des Realgymnasiums statt. Sie bezog sich auf die 1882 erfolgte Namensgebung und wurde gemeinsam mit der „Vereinigung ehemaliger Schüler des Karls-Realgymnasiums“ veranstaltet. Seit diesem Zeitpunkt hatte die Schule bereits einen von der Industrie (Mirag) gestifteten Radio-Apparat in ihrem Besitz, im Herbst kam eine „Sprechmaschine“ für Schallplatten hinzu.
Eine Verfügung des Anhaltischen Staatsministeriums vom 9. September 1932 ordnete an, dass die Niederschriften und Ausarbeitungen in allen Fächern mit Ausnahme der Fremdsprachen in Sütterlinschrift angefertigt werden mussten. Die 1935 einheitlich in Deutschland eingeführte „deutsche Volksschrift“, eine Variante der spitzen Sütterlinschrift, wurde jedoch bald wieder aufgegeben und stattdessen ab dem Schuljahr 1941/42 nur noch eine lateinische Schreibschrift unterrichtet, die sog. neue „deutsche Normalschrift“.
Im Dritten Reich verlief die Entwicklung des Realgymnasiums vergleichbar mit dem humanistischen Gymnasium. Das „Reform-Realgymnasium“ wurde wieder in das alte Realgymnasium rückverwandelt. Zum 30. September 1937 wurde der Direktor beider Anstalten Karl Drosihn in den Ruhestand versetzt. Die Stellvertretung übernahm Wilhelm Ebert, bis am 6. Dezember 1937 der Studiendirektor Friedrich Gottlieb Schmidt, der seit 1933 die Friederikenschule geleitet hatte und dem Nationalsozialismus sehr nahe stand, mit der gemeinsamen Leitung beider Anstalten beauftragt wurde.
Im gesamten Deutschen Reich wurden die bestehenden Gymnasien in „Oberschulen für Jungen“ umgewandelt. Das Karls-Realgymnasium führte daher seit 1937 den Namen „Karlsschule, Oberschule für Jungen“. Die alten Klassenbezeichnungen wurden aufgegeben und durch eine Nummerierung ersetzt: Klasse 8 (Prima), 7 (Obersekunda), 6 (Untersekunda), 5 (Obertertia), 4 (Untertertia), 3 (Quarta), 2 (Quinta), 1 (Sexta). Die Klassen 8 und 7 teilten sich in einen sprachlichen und einen mathematisch-naturwissenschaftlichen Zug. Eine Schulreform hatte im ganzen Deutschen Reich neue Lehrpläne und eine Vereinheitlichung der Stundentafeln eingeführt. Als Schulform überwog die Oberschule, so dass es bei einer Umschulung kaum noch Schwierigkeiten gab. Es blieb weitgehend bei den bisherigen Fächern.
Im Oktober 1939 meldeten sich alle Schüler der 8. Klasse zum Kriegshilfsdienst, so dass deren Unterricht entfiel; das Abgangszeugnis Ostern 1940 enthielt den Vermerk, es gelte als Reifezeugnis. Ebenfalls 1939 wurde der gemeinsame Direktor Schmidt eingezogen, und der Stellvertretende Direktor Wilhelm Ebert musste dessen Aufgaben bis Kriegsende übernehmen. Danach wurde Ebert im Juni 1945 wegen seiner Mitgliedschaft in der NSDAP fristlos entlassen.
1921 hatten 30 ehemalige Schüler auf Initiative von Studienrat Ebert die „Vereinigung ehemaliger Schüler des Karls-Realgymnasiums zu Bernburg“ gegründet. Als Vorsitzender wurde zunächst der von 1919 bis 1933 amtierende Oberbürgermeister Friedrich Gothe gewählt, von 1924 bis 1945 trat Ebert an seine Stelle. Von ihm stammt das Buch „Geschichte des Karls-Realgymnasiums zu Bernburg“ aus dem Jahre 1931. Zu den größten von der Vereinigung unterstützten Veranstaltungen gehörten die Feiern „50 Jahre Realgymnasium“ von 1932 sowie die „800-Jahr-Feier der Stadt Bernburg“ von 1938. 1945 wurden alle Vereine in der Sowjetischen Besatzungszone aufgelöst. Ein Antrag auf Wiederzulassung, den Ebert an die Stadtverwaltung richtete, wurde 1948 abgelehnt.

### Die Friederikenschule

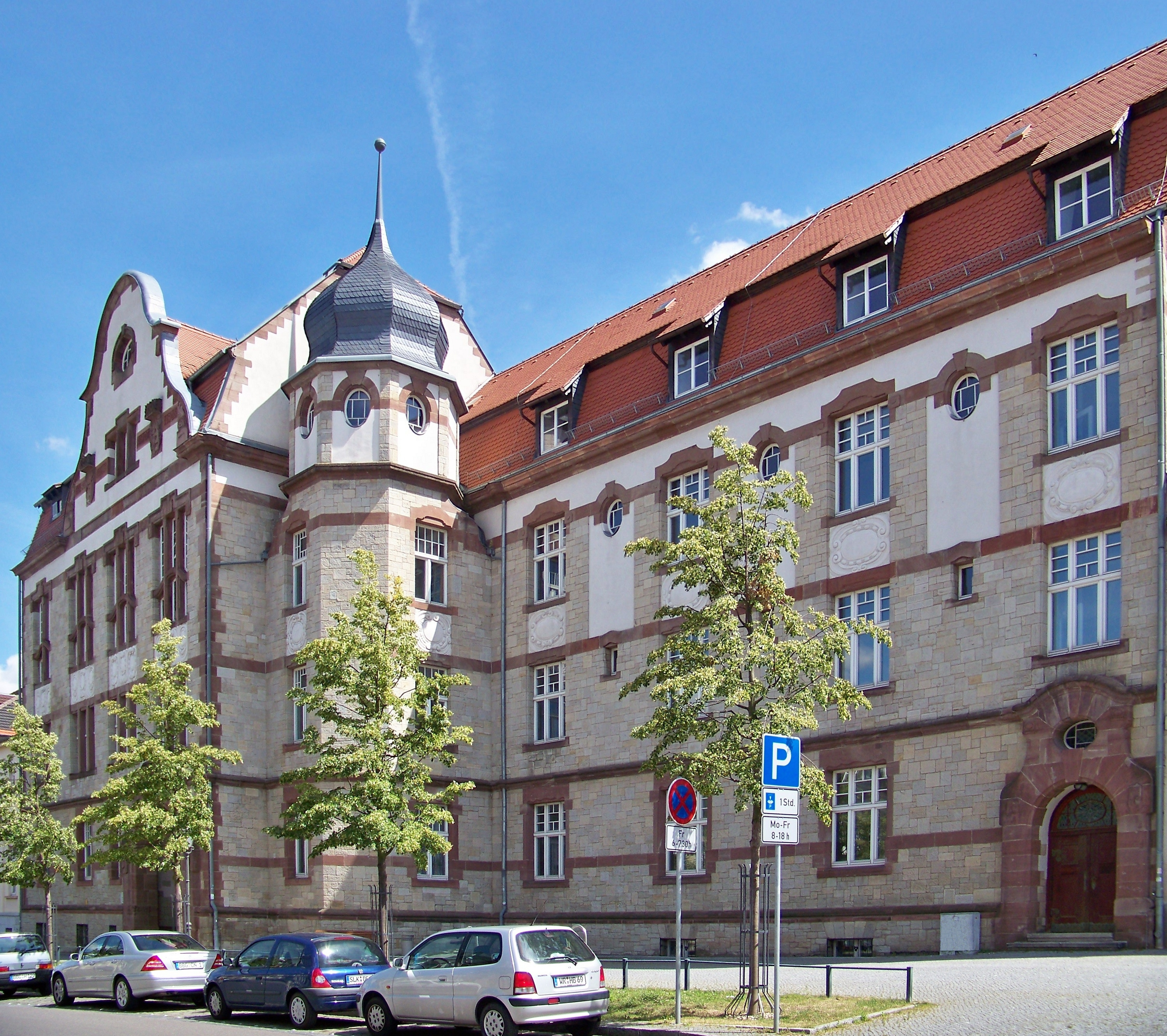
Gymnasium Carolinum Bernburg, Gebäude Friedensallee 2–4 (ehemaliges Friederiken-Gymnasium)

Der Anfang dieser Mädchenschule liegt im Jahre 1810, in der Zeit der Unterdrückung Europas durch Napoleon. Sie war in der Breiten Straße 88 in der Altstadt untergebracht. Als Lehrerin und Aufseherin wurde zunächst Demoiselle Wilhelmine Thilo aus Halberstadt bestätigt, aber bereits 1811 gefolgt von Madame Stamm, Witwe des Gendarmerie-Quartiermeisters Stamm. Sie blieb bis 1860 Vorsteherin der Schule.
Am 17. September 1942 beging die Friederikenschule zu Bernburg die Feier ihres 100-jährigen Bestehens. Das Datum gründet sich auf die Namensverleihung durch die Herzogin Friederike von Anhalt-Bernburg (Schreibweise auch: Friedrike). Die Friederikenschule gehörte zu den öffentlichen Schulen, die ihre Schulklassen selbst verwalteten und ihr Geld aus dem Schulgeld bezogen. Diese öffentlichen Schulen standen noch in dem Verhältnis der alten Kirchenschulen und wurden daher auch Parochialschulen genannt. Erster Direktor der Friederikenschule war ab 1845 der Oberlehrer Ludwig Daude. Unter seiner Leitung nahm die Anzahl der Schülerinnen stark zu. Das Haus in der Langen Gasse erwies sich bald als zu klein, so dass er einen Neubau anstrebte und realisierte. Am 4. November 1850 wurde das neue Schulgebäude in der Schlossstraße 3 eingeweiht.
Erst 1861 übernahm der Staat das Gebäude, und aus einer öffentlichen Schule wurde eine Staatsanstalt. Als Daude 1870 in den Ruhestand trat, hatte sie 188 Schülerinnen. 1874 trat sie durch Landesgesetz in die Reihe der rein staatlichen höheren Schulen ein, die geistliche Schulaufsicht wurde endgültig aufgehoben. Mit der Zunahme der Bevölkerung wuchs die Zahl der Klassen und Schülerinnen. Die Anhaltische Regierung genehmigte daher einen Schulneubau. Das Gebäude wurde in den Jahren 1907/08 in der Kaiserstraße, heutige Friedensallee 2–4 errichtet. Geheimrat Rümelin, dem das Anhaltische Schulwesen viel verdankt, betonte in seiner Weiherede, dass die Frauenbildung ihr letztes Ziel in der Erziehung zum Beruf finde.
Seit 1909 war die Friederikenschule mit 10 Klassenstufen eine vollentwickelte Höhere Mädchenschule nach den Bestimmungen in Preußen. Nach dem Ersten Weltkrieg erfolgte der weitere Ausbau der Schule als Vollanstalt hinsichtlich Klassen- und Schülerzahlen. Im Jahre 1923 wurde die Schule in das Friederiken-Lyzeum als Oberlyzeum umgewandelt.
Im Dritten Reich bekam die Friederikenschule ein verändertes Gesicht. Direktor Heinrich Lenz musste im Oktober 1933 gehen; er war der erste Leiter der Friederikenschule, der aus politischen Gründen seines Amtes enthoben wurde. Am 20. Oktober 1933 wurde als neuer Direktor der Studienrat Friedrich Gottlieb Schmidt eingeführt, Mitglied der NSDAP und der SA, von der Oberrealschule Köthen kommend. Trotz heftiger Auseinandersetzungen mit dem neuen Direktor traten von den sieben männlichen Lehrern fünf nicht der NSDAP bei, darunter der Nachkriegs-Direktor Otto Kersten.
Das Herannahen des Zweiten Weltkrieges zeigte sich, als im Oktober 1938 die Turnhalle zur Lagerung von Getreide beschlagnahmt wurde; erst im April 1940 durfte sie wieder genutzt werden. Bei Kriegsausbruch wurden drei Lehrer eingezogen. Die Schülerinnen wurden zu Hilfsarbeiten aller Art herangezogen, vor allem im Bereich der Landwirtschaft. Am 1. Februar 1945 wurde die Friederikenschule als Lazarett beschlagnahmt, sie blieb bis Ende Juli belegt.
Am 16. April 1945 wurde Bernburg von US-amerikanischen Truppen besetzt. Das Schulgebäude wurde schrittweise instand gesetzt. Unter Initiative des Studienrates Otto Kersten liefen ab 25. Juni 1945 für die Schülerinnen erste Wiederholungskurse in Kirchenräumen an. Ein Befehl der sowjetischen Behörden in der sowjetisch besetzten Zone Deutschlands, zu der Bernburg seit 1. Juli 1945 gehörte, ermöglichte ab Oktober 1945 den Schulbetrieb in 15 Klassen mit 420 Schülerinnen. Mit der Leitung war Otto Kersten beauftragt worden. Der politisch unbelastete Studienrat musste von Januar 1947 bis 1950 zusätzlich auch die Leitung der inzwischen eingerichteten Karl-Marx-Oberschule übernehmen. Alle Lehrer hatten sich einer Umschulung zu unterziehen.
Ab September 1946 wurde in der sowjetischen Zone die Einheitsschule verwirklicht: 8 Jahre Grundschule für alle Schüler sowie 4 Jahre Oberschule oder 2 Jahre Mittelschule bzw. 3 Jahre Berufsschule. In allen Klassen erhielten nach dem Grundsatz der Koedukation die Jungen und Mädchen gemeinsam Unterricht. In der 5. Klasse begann der obligatorische Russischunterricht für alle Schüler.

## Architekturgeschichte
Die ursprüngliche „Stadtschule“ als eine Wurzel zum Gymnasium Carolinum befand sich in der Altstadt neben der traditionsreichen, bereits 1228 urkundlich erwähnten Marienkirche in der heutigen Straße „Altstädter Kirchhof 1/2“. Dort wurde später eine Knaben-Mittelschule errichtet, die heutige Grundschule „Adolph Diesterweg“.
1841 erfolgte der Umzug in ein größeres Gebäude in der „Junkergasse“ der Altstadt (heute „Vor dem Nienburger Tor“). Dieses wurde von Direktor Georg August Herbst eingeweiht. Später zog die „Landwirtschaftliche Versuchsstation“ unter Leitung von Hermann Hellriegel in das Gebäude ein.
Die Gründung des Carlsgymnasiums geht auf das Jahr 1835 zurück. Seit den 1840er Jahren nutzten das Herzogliche Carlsgymnasium und die Höhere Bürgerschule gemeinsam die Räumlichkeiten in der Junkergasse. Mit den stark wachsenden Schülerjahrgängen in der Gründerzeit der 1870er Jahre –  die Einwohnerzahl von Bernburg bewegte sich damals auf 20.000 zu – wurden diese Räume zu eng, und es wurde ein Schulneubau beschlossen.

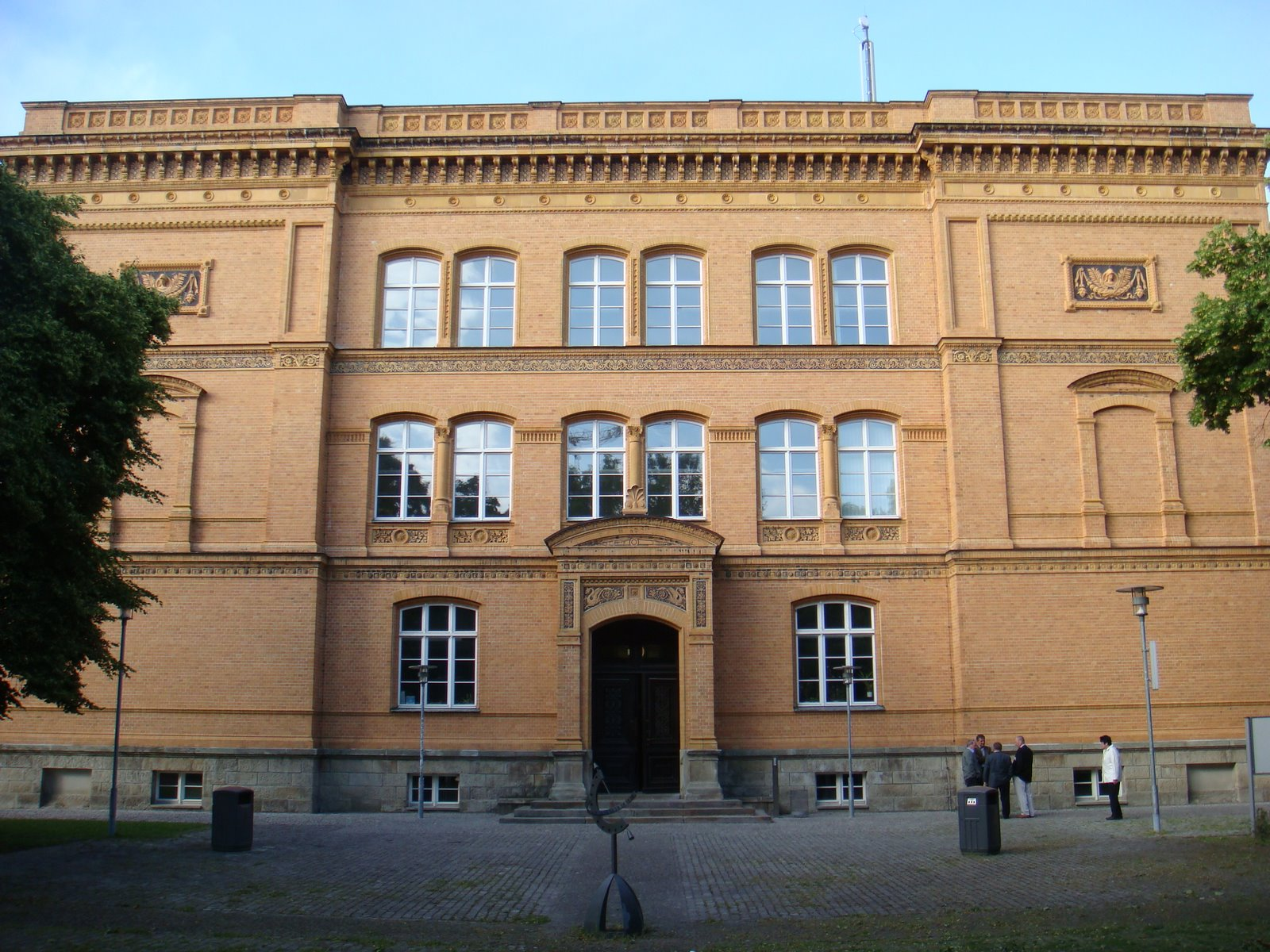
Gymnasium Carolinum Bernburg – Gebäude Schlossgartenstraße 14, Haupteingang

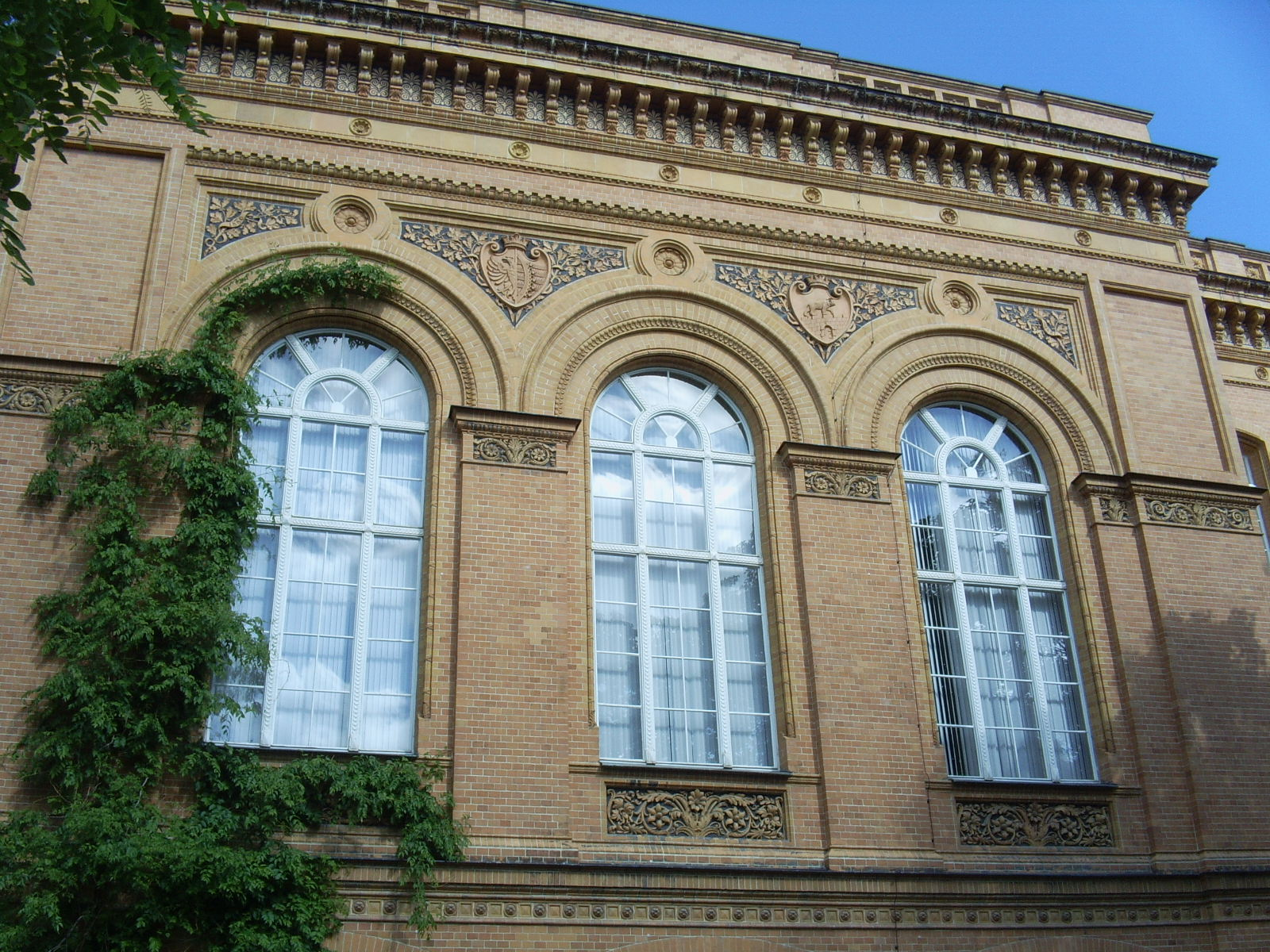
Blick zur Aula

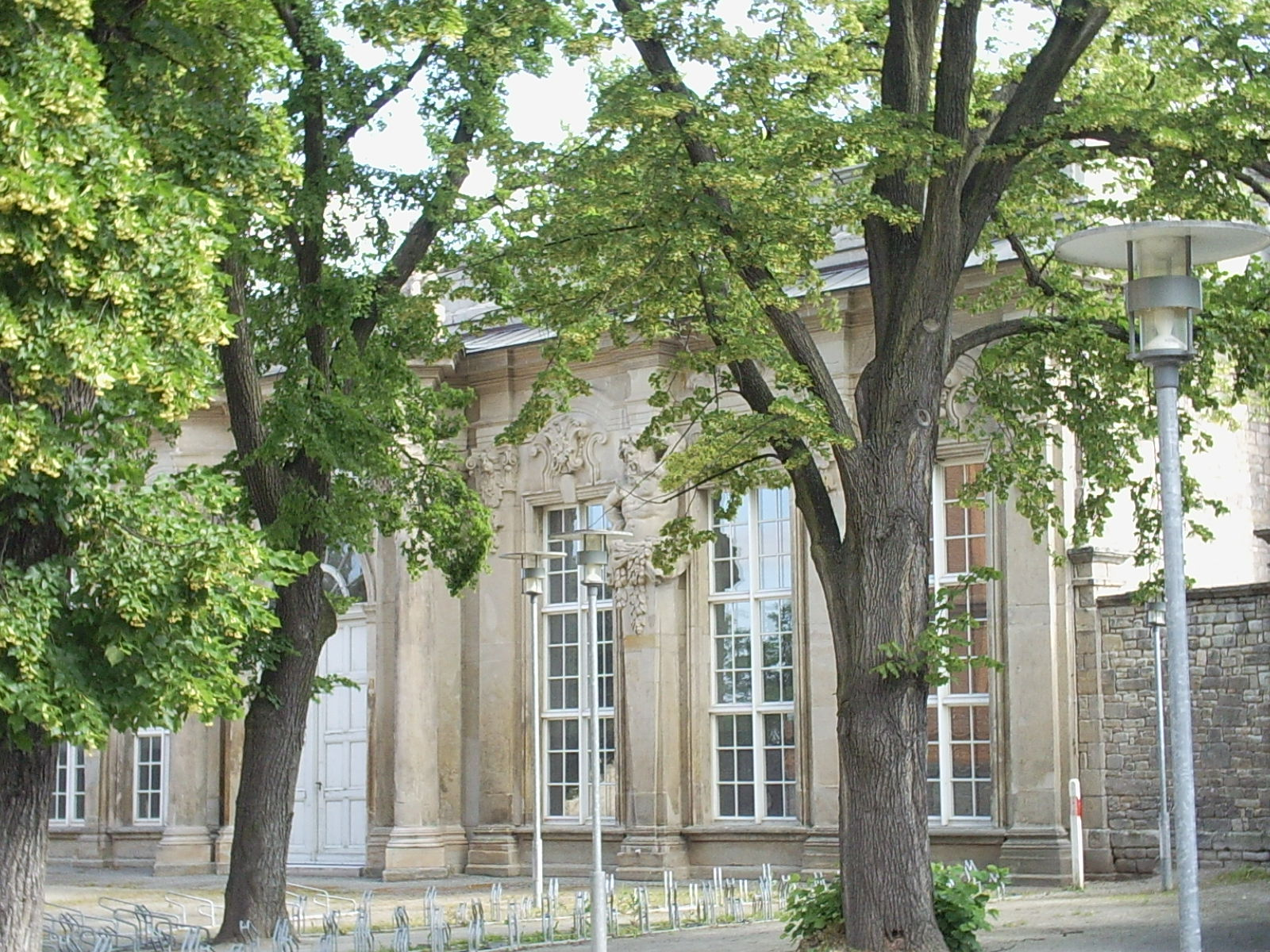
Turnhalle (ehemalige Orangerie)

Das heutige Schulgebäude in der Schlossgartenstraße entstand in den Jahren 1880 bis 1882 im Auftrag der anhaltischen herzoglichen Regierung nach Plänen des Regierungsbaumeisters Hans Breymann im Schlossgarten des Schlosses von Bernburg. Das Gebäude wurde so errichtet, dass zwei räumlich getrennte Teile entstanden. In dem einen Teil wurde das humanistisch ausgerichtete Gymnasium, im anderen das Realgymnasium mitsamt Vorschule untergebracht. Jeweils an den schmalen Seiten des Gebäudes sind die getrennten Hauseingänge für diese beiden Schularten angeordnet. Die Schulräume gruppieren sich um einen in der Mitte befindlichen Lichthof. Das Äußere des Gebäudes ist ein streng preußisch wirkender gelber Klinkerbau mit neoklassizistischen Zierelementen. Die ehemalige Orangerie des Schlosses wurde zur Turnhalle umfunktioniert.
Das neue Gymnasiumsgebäude wurde am 1. Juli 1882 von Direktor Brandt eingeweiht. Im Jahre 1886 konnte auch die Höhere Bürgerschule als Carls-Realgymnasium in dieses Gebäude mit einziehen. Am 3. Mai 1886 wurden lt. Order Seiner Hoheit dem Herzog das „Herzogliche Realgymnasium“ (ehemals Höhere Bürgerschule) und das „Herzogliche Carls-Realgymnasium“ zu einem Unterrichtsinstitut unter der gemeinsamen Bezeichnung „Carolinum“ vereinigt. Oberschulrat Krüger aus Dessau führte den neuen Direktor des Gymnasiums „Carolinum“, Hutt in sein Amt ein.
Der Bau war zu seiner Bauzeit der repräsentativste Schulbau Bernburgs. In Vorbereitung auf den 100. Geburtstag des Gymnasiums 1935 erfolgten in den Jahren 1927/30 eine Reihe von baulichen Maßnahmen: neue Dampfheizung, Turnhallen-Einrichtung erneuert, elektrische Signaluhr, Lichtleitungen ergänzt, Erneuerung der Klassenräume, der Vorhalle und des Treppenhauses, moderne Abortanlage im Innenhof, neues Kartenzimmer, Oberprima mit Tischen und Stühlen anstelle der Schulbänke, zeitgemäßer Wandschmuck sowie ein Unterstellraum für Fahrräder. Das Arbeitsbeschaffungsprogramm der Staatsregierung ermöglichte es in den Jahren 1933/35, die barocke Fassade der als Turnhalle genutzten ehemaligen Orangerie in gediegener Steinmetzarbeit neu herzurichten sowie die Aula zu erneuern. Ab 1936 verfügte das Gymnasium über ein „Schullandheim“ im Harzstädtchen Güntersberge. Im örtlichen Denkmalverzeichnis ist diese Schule unter der Erfassungsnummer 094 60106 als Baudenkmal verzeichnet.
Der Anfang der Bernburger Mädchenschule liegt im Jahre 1810. Sie wurde zunächst in einem Gebäude in der „Breiten Straße 88“ in der Altstadt untergebracht. Später zog die Schule in ein Haus in der „Langen Gasse“ der Bergstadt um.
1842 erhielt die Anstalt den Namen „Friederikenschule“. Erster Direktor war der Oberlehrer Ludwig Daude. Unter seiner Leitung nahm die Zahl der Schülerinnen schnell zu. Als das Haus in der Langen Gasse nicht mehr genügte, beantragte er einen Neubau und überzeugte die Regierung und den Landtag, dem er angehörte. Der Superintendentengarten neben der Schlosskirche wurde 1849 als Bauplatz staatlich angekauft. Das Gebäude musste Daude allerdings als Privatbau errichten: Etwa ein Drittel der Kosten schoss Daude selbst vor, ein weiteres Drittel wurde vom Fonds mons pietatis geliehen, der Rest kam von verschiedenen anderen Stellen. Am 4. November 1850 wurde das neue spätklassizistische Schulgebäude durch Direktor Daude eingeweiht; es ist nicht das heutige Gebäude Friedensallee 2–4 (Friedrich-Engels-Schule), sondern die in der Schlossstraße 3 zwischen Schlosskirche und verlängertem Kugelweg/Käthe-Kollwitz-Straße liegende spätere Berufsschule des Handels „Friedrich List“.
1880 zählte Bernburg 18.000 Einwohner, 1890, nach dem Bau der Deutschen Solvaywerke AG, waren es 28.000. Entsprechend wuchs die Zahl der Klassen und Schülerinnen. Die Anhaltische Regierung erstellte daher in den Jahren 1907/08 einen Schulneubau als Höhere Töchterschule in der „Kaiserstraße“, heute „Friedensallee 2–4“. Architekt und Bauleiter war der Stadtbaurat Friedrich Gothe in Köthen, der später von 1919 bis 1933 als Oberbürgermeister in Bernburg tätig war. Das Gebäude wurde am 8. Januar 1909 unter dem Direktor Rudolf Fricke als eindrucksvollster Schulneubau zu dieser Zeit in Bernburg eingeweiht.

## Die Einrichtungen in der DDR-Zeit

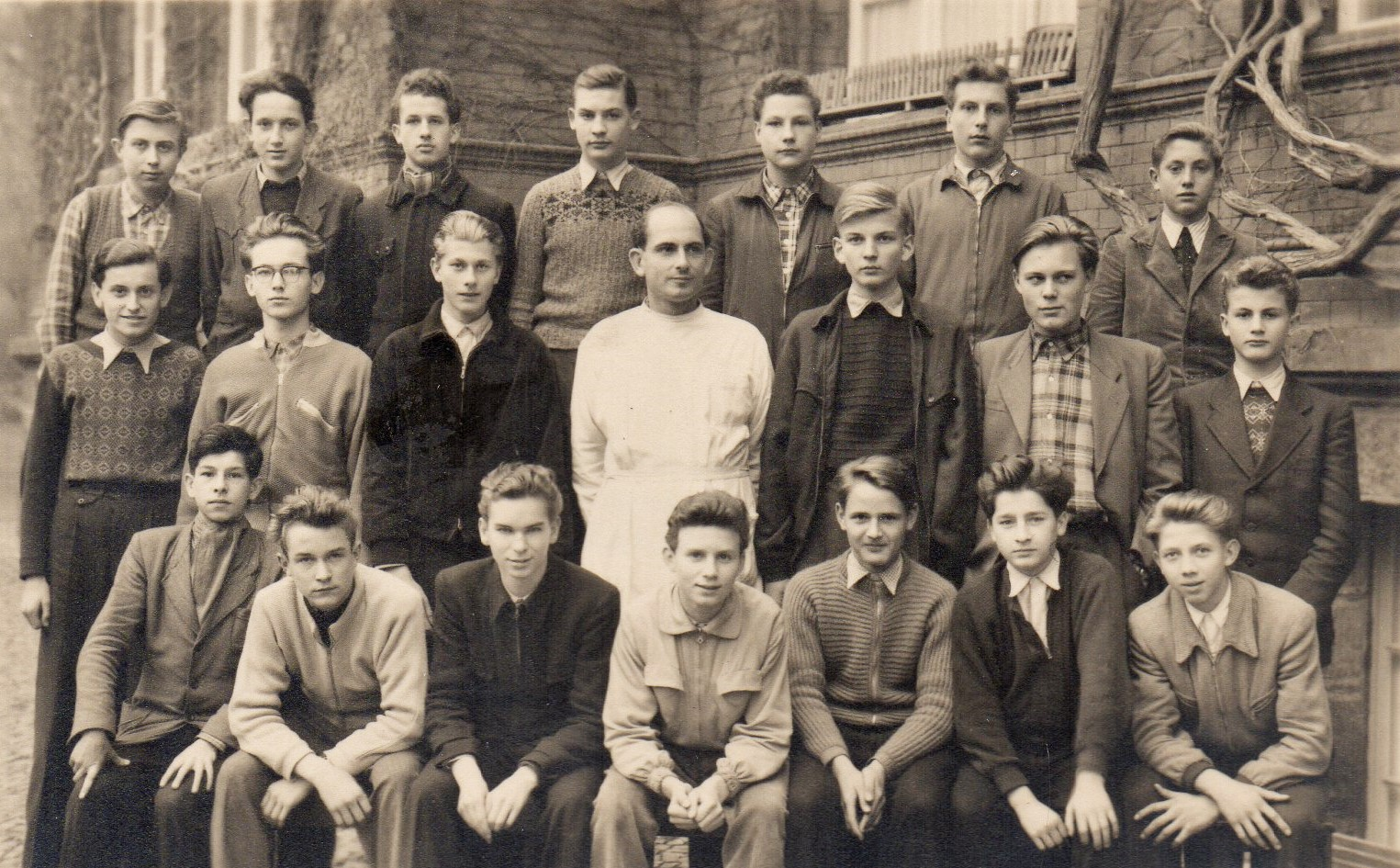
Typisches Klassenfoto (mit Klassenlehrer Edgar Kämpfe, Schuljahr 1956/1957)

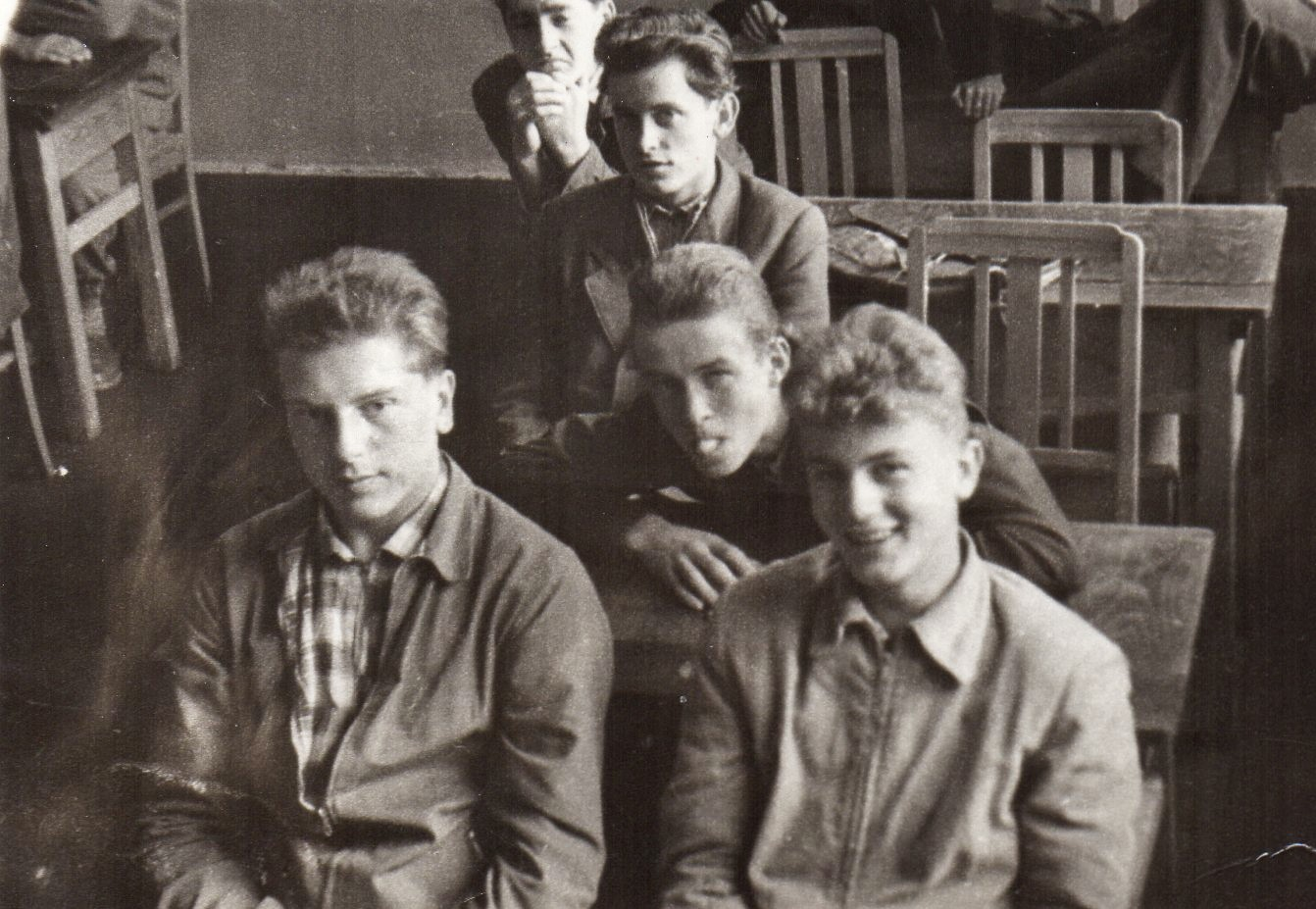
Typisches Klassenzimmer (1957)

Am 1. September 1950, also knapp ein Jahr nach Gründung der DDR, wurden die Oberschulen der Karl-Marx-Schule (Gebäude Schlossgartenstraße 14) und der Friedrich-Engels-Schule (Gebäude Friedensallee 2–4) im Gebäude der Karl-Marx-Schule, dem früheren „Carolinum“, zusammengelegt. Danach bestand in Bernburg nur noch die „Karl-Marx-Oberschule“ als Höhere Schule. In der DDR-Zeit war die Friedrich-Engels-Schule daher zunächst eine 8-klassige Grundschule.
Das ehemalige Karls-Realgymnasium, im Dritten Reich als „Karlsschule, Oberschule für Jungen“ bezeichnet, trug während der DDR-Zeit zunächst den Namen Karl-Marx-Oberschule. Die Bezeichnung „Gymnasium“ galt in der DDR als „bürgerlich“ und wurde nicht wieder verwendet (sie war bereits 1937 abgeschafft worden). Für die Ausbildung in den Schuljahren 9 bis 12 konnten die Schüler wählen zwischen einem A-Zweig (neusprachliche Vertiefung) und einem B-Zweig (mathematisch-naturwissenschaftliche Vertiefung). Ausbildungsziel war die Erlangung des Reifezeugnisses der Oberschule (Hochschulreife, Abitur), das zum universitären Studium berechtigte. Weiterhin bestand bis zum Anfang der 1960er Jahre auch die Möglichkeit, die Schule nach dem 10. Schuljahr mit der Mittleren Reife zu verlassen. Mit dem Schuljahr 1959/60 wurde begonnen, zusätzlich zum Abitur noch einen Facharbeiterabschluss klassenweise zu erlangen: als Schlosser oder als Elektriker oder für Ackerbau und Pflanzenzucht. Letzterer in enger Verbindung zur Hochschule für Landwirtschaft in Bernburg-Strenzfeld, die seit 1961 von dem Pionier der Pflanzenzüchtung Fritz Oberdorf als Gründungs-Rektor aufgebaut wurde und nach der deutschen Wiedervereinigung als Hochschulstandort Bernburg mit 3.000 Studierenden und über 50 Professoren innerhalb der Hochschule Anhalt fortgeführt wird.
Zum Oktober 1955 wurde für die Karl-Marx-Oberschule ein Internat in der Nienburger Straße 9 (Talstadt; abgerissen in der DDR-Zeit) für externe Schüler eingerichtet, vorwiegend für Schülerinnen und Schüler aus dem Kreisgebiet Bernburg. Der erste Internatsleiter war Karl Görner, Zeichenlehrer und Kunsterzieher sowie Kunstmaler. 1959 kam das Internat in die unmittelbare Nähe zur Oberschule. Es zog in das für Verwaltungszwecke (Finanzamt) umgebaute Gebäude der ehemaligen herzoglichen Reitbahn im Marstall in der Schlossstraße 11 ein, in dem sich zeitweilig das Kreishaus II befand, heute Rathaus Bernburg II. Der Bau eines neuen Internats wurde 1974 in der Zepziger Straße begonnen und im Mai 1979 vollendet.
Mit dem Schuljahr 1960/61 trat in der DDR ein neues Schulgesetz in Kraft, wonach die Polytechnische Oberschule (POS) mit 1. bis 10. Klasse als allgemein verbindliche Schulform und die Erweiterte Oberschule (EOS) mit 9. bis 12. Klasse als höhere Schule eingeführt wurden. Die Bernburger Oberschule bekam den Status einer EOS mit der Bezeichnung Erweiterte Oberschule „Karl Marx“. Aus der Friedrich-Engels-Schule wurde mit dieser Schulreform die 10-klassige Polytechnische Oberschule „Friedrich Engels“.

## Die Gymnasien nach der deutschen Wiedervereinigung
Nach der deutschen Wiedervereinigung wurde aus der Erweiterten Oberschule Karl Marx wiederum das Gymnasium Carolinum. Aus der Friedrich-Engels-Schule wurde im Dezember 1990 das Friederiken-Gymnasium. Das „Hermann-Hellriegel-Gymnasium“ wurde am 9. Januar 1995 gegründet, es ist aus der 1968 eröffneten 10-klassigen Polytechnischen Oberschule „Juri Gagarin“ hervorgegangen.
Im damaligen Kreis Bernburg wurden insgesamt 5 Gymnasien gebildet; zu den genannten drei in Bernburg kamen 1991 noch die Gymnasien in Alsleben (Saale) und in Nienburg (Saale). Das Gymnasium Alsleben wurde später dem Herrmann-Hellriegel-Gymnasium als Außenstelle zugeordnet, das Gymnasium Nienburg dem Friederiken-Gymnasium. Inzwischen wurde die gymnasiale Ausbildung in Alsleben und Nienburg wieder beendet.
Diese vier Gymnasien entstanden zusätzlich, um den stark gestiegenen Bedarf nach gymnasialer Ausbildung bei gleichzeitiger Ausweitung der Ausbildungsdauer auf das 5. bis 13. Schuljahr zu entsprechen. Im Lauf der Jahre konsolidierte sich dieser Bedarf, und die Ausbildungsdauer in Sachsen-Anhalt wurde nach viermaligem Wechsel zwischen 12 und 13 Jahren schließlich wieder auf 12 Schuljahre festgelegt. Daher reifte der Entschluss, die drei Gymnasien in Bernburg mit Schuljahresbeginn 2003/2004 zu einem erweiterten Gymnasium Carolinum zu verschmelzen. So entstand ein einheitliches Gymnasium Carolinum Bernburg mit dem Gebäude Schlossgartenstraße für den Unterricht in den Klassenstufen 9 bis 12 und dem Verwaltungssitz (Schulleiterin: Karla Reiter) sowie mit dem zweiten Gebäude Friedensallee für den Unterricht in den Klassenstufen 5 bis 8 (Stellv. Schulleiter: Christoph Riesner). Damit wurde das bisherige Friederiken-Gymnasium zu einem Bestandteil des heutigen Gymnasiums Carolinum; die Friederikenschule hat somit seit ihrer Gründung 1810 insgesamt 18 verschiedene Bezeichnungen besessen, also etwa alle 10 Jahre einen neuen Namen.

## Ehemalige Direktoren und Lehrer (Auswahl)
Bezeichnung der Anstalten: G Gymnasium, Rg Realgymnasium, F Friederikenschule/Gymnasium, K Karl-Marx-Oberschule/EOS, FE Friedrich-Engels-Schule, H Hermann-Hellriegel-Gymnasium, GC Gymnasium Carolinum
Ehemalige Direktoren der Anstalten mit ihren Amtszeiten (vielfach lautete die historische Bezeichnung „Rektor“):

### Direktoren am Gymnasium
1798–1841 Gymnasialdirektor Konsistorialrat David Gottfried Herzog (Einführung der Abiturprüfung; Status „Gymnasium“ erlangt); 1841–1852 Gymnasialdirektor Georg August Herbst; 1852–1867 Direktor Karl Francke (Übergang in Dessauische Verwaltung); 1868–1875 Direktor Günther; 1875–1888 Direktor Brandt (Schulneubau Schlossgartenstraße); 1888–1907 Direktor Hachtmann (Mitschüler von Friedrich Nietzsche); 1907–1918 Direktor Geheimer Schulrat Köhler (Problemzeit Erster Weltkrieg); 1919–1927 Direktor Trenkel (Wiederaufbau und Reform-Gymnasium); 1927–1933 Studiendirektor Fritze (Ausbau des Reform-Gymnasiums); 1933–1937 Kommissarischer Direktor Studienrat Drosihn, G und Rg (Abbruch der Reformen; 100 Jahre Karlsgymnasium, Beginn seines Abbaus, „Karlsschule, Oberschule für Jungen“); 1937–1945 Oberstudiendirektor Friedrich Gottlieb Schmidt, G und Rg (1939 zur Wehrmacht eingezogen); 1939–1945 Stellv. Direktor Oberstudienrat Wilhelm Ebert, G und Rg (1944 Ende des humanistischen Karlsgymnasiums).

### Direktoren am Realgymnasium
1853–1886 Direktor Friedrich Wilhelm Fischer (Höhere Bürgerschule; Bezeichnung „Gymnasium“); 1886–1906 Direktor Hutt; 1906–1919 Direktor Nouvel; 1919–1924 Direktor Petzold; 1924–1937 Direktor Studienrat Drosihn, Rg und seit 1933 auch G; 1937–1945 Oberstudiendirektor Friedrich Gottlieb Schmidt, Rg und G (1939 zur Wehrmacht eingezogen); 1939–1945 Stellv. Direktor Oberstudienrat Wilhelm Ebert, Rg und G (1944 Ende des humanistischen Karlsgymnasiums).

### Direktoren an der Karl-Marx-Oberschule/EOS
1947–1950 Oberstudiendirektor Otto Kersten (Wiederaufbau); 1950–1959 Walter Sprotte (Wechsel an die PH Köthen); 1959–1974 Alfred Dichmann; 1974–1982 Waldemar Rienecker; 1982–1984 Horst Zimmermann; 1984–1990 Dieter Koller.

### Direktoren an der Friederikenschule
1810–1811 Aufseherin Demoiselle Wilhelmine Thilo; 1811–1860 Vorsteherin Madame Stamm; 1845–1870 Direktor Oberlehrer Ludwig Daude (Schulneubau Schlossstraße); 1870–1882 Direktor Spohr; 1882–1896 Direktor Geheimer Schulrat Richard Köhler; 1896–1900 Direktor Hißbach; 1900–1922 Studiendirektor Rudolf Fricke (Schulneubau Kaiserstraße/Friedensallee); 1922–1933 Studiendirektor Heinrich Lenz; 1933–1937 Oberstudiendirektor Friedrich Gottlieb Schmidt (Wechsel als Direktor von Gymnasium und Realgymnasium); 1937–1945 Oberstudiendirektor Wilhelm Seiler; 1945–1950 Oberstudiendirektor Otto Kersten (Wiederaufbau).

### Direktoren am Gymnasium Carolinum seit 1990
1990–2002 Dieter Bartuszat; 2002–2003 Christoph Riesner; 2003–2009 Barbara Knoche; 2009–2019 Karla Reiter; 2019–2021 Steffen Schmidt; seit 2021 Torsten Wiehle.

### Ehemalige Lehrer
Einige ehemalige Lehrer, die nach dem Zweiten Weltkrieg im Schuldienst tätig waren:
Backhaus, Fritz/„Fritze“ (K: Engl., Gesch.); Badstübner, Hans-Georg (K: Ch.); Bahn/„Ampli“ (K: Phy.); Bartosch, Egon (K: Sport, Gesch., Stellv. Direktor); Becker, Anne-Rose (H und GC: Franz.); Bergunde (K: Internatsleiter ab 1959); Breitkopf (K: Bio.); Düran (K: Gesch.); Friedemann/„Pfanni“ (K: Mathe.); Fritsch, Frau, K; Görner, Karl (K: Zeichnen, Kunsterz., Deu., erster Internatsleiter 1955–1956); Jäckel (K: Deu.); Kaczmarek, K; Käfer (K: Deu.); Kämpfe, Edgar (K: Ch., Phy., Wechsel an die PH Köthen); Kersten, Martin/„Mope“ (K: Mathe., Sohn von Otto Kersten); Kersten, Reinhard, Schulamtsanwärter (F: 1946–1950); Klimt, Karlheinz (K: Bio., Internatsleiter 1957–1959, Wechsel an die PH Köthen, später freiberuflicher Künstler: Puppenspieler, Drehorgelinterpret, Autor, Filmemacher); Kraft, Barbara (K: Deu., Wechsel an die Akademie der Wissenschaften); Kühlhorn, Walter, Oberstudiendirektor (F: 1946, K); Lange, Paul/„Kenke“, Studienrat (G und K: Lat.); Lange (K: Lat.); Mehlhose, Gertrud (K: Russ.); Palm, Robert/„Knöppchen“, Studienrat (G und K); Pflock, Günther (K: Musik, Chor, 1959 aus politischen Gründen nach Nienburg/Saale versetzt); Rammelt, Heinz (K: Zeichnen); Schulz, Frau (K: Franz., Lat.); Schulz (K: Musik, Chor); Sonack, Frau (K: Internatsleiterin 1956–1957); Thomas (K: Deu.); Wagner, Willi, Studienrat (F, FE, K: Ch.); Weber, Carl, Studienrat (G und K); Weiterer (K: Erdk.); Wuthenow, Paul, Studienrat (Rg, G, K: Deu., neuere Sprachen); Zöbisch, Karl/„Kalle“ (K: Phy.).

## Schüler
- Friedrich Wilhelm Krummacher (1796–1868), Theologe
- Wilhelm von Kügelgen (1802–1867), Maler, Schriftsteller, Hofmaler und Kammerherr am herzoglichen Hof von Anhalt-Bernburg
- Adolf Zeising (1810–1876), Professor am Gymnasium Bernburg, Urgroßvater von Werner Heisenberg
- Carl Friedrich Jacob Zincken (1814–1894), Metallurg
- Johann Gottfried Dietze (1823–1888), Rittergutsbesitzer, MdR
- Heymann Steinthal (1823–1899), Philologe und Philosoph
- Hermann Volrath Hilprecht (1859–1925), deutsch-amerikanischer Archäologe und Assyriologe (Hilprecht-Sammlung in Jena)
- Hans Bartsch von Sigsfeld (1861–1902), Erfinder und Luftschiffer
- Max Gutknecht (1876–1935), Ministerpräsident in Anhalt
- Hermann Mostar (1901–1973), Schriftsteller und Gerichtsreporter
- Alfred Rieche (1902–2001), Chemiker und Professor für Technische Chemie
- Walter Rieche (1904–1986), Apotheker und Besitzer der Chemischen Fabrik „Dr. A. Rieche & Co. GmbH“ in Bernburg
- Berthold Simonsohn (1912–1978), Jurist, Professor für Sozialpädagogik und Jugendrecht, Leiter der Zentralwohlfahrtsstelle der Juden in Deutschland
- Heinz Gartmann (1917–1960), Raketeningenieur und Schriftsteller
- Lykke Aresin (1921–2011), Ärztin, Sexualwissenschaftlerin
- Hans Richter (1926–2017), Jurist, Professor für Zivilrecht
- Joachim Trümper (* 1933), Astrophysiker
- Hellmuth Karasek (1934–2015), Journalist, Autor und Kritiker
- Ingo Insterburg (1934–2018), Komiker, Sänger, Multiinstrumentalist, Schriftsteller und Schauspieler
- Peter Jakubeit (1939–2018), Autor
- Ulrike Krenzlin (* 1940), Kunsthistorikerin
- Christa Jahr (* 1941), freischaffende Illustratorin und Grafikerin in Leipzig
- Werner Kriesel (1941–2022), Ingenieur und Professor für Automation und Kommunikation
- Volker Ebersbach (* 1942), Schriftsteller, 1997–2002 Stadtschreiber von Bernburg
- Gunnar Müller-Waldeck (* 1942), Autor und Professor für Literaturwissenschaft
- Wieland Otto (1942–2021), Unfallchirurg und Professor in Halle (Saale)[20]
- Helmut Rieche (* 1943), Ingenieur, Oberbürgermeister von Bernburg
- Adolf Spotka (1943–2019), Wirtschaftsingenieur und Professor für Forschungsmanagement; CDU-Abgeordneter und Präsident im Landtag von Sachsen-Anhalt

## Überlieferung des Gymnasiums
Die Vorkriegsüberlieferung des Gymnasiums befindet sich in der Abteilung Dessau des Landesarchivs Sachsen-Anhalt.